# Steed Tchicamboud
Steed Gayhe Tchicamboud (Clichy, 18 giugno 1981) è un ex cestista e allenatore di pallacanestro francese.

## Biografia
È il padre di Jayson Tchicamboud, anch'egli cestista.

## Palmarès
- Campionato francese: 1

Élan Chalon: 2011-12
- Coppa di Francia: 2

Elan Chalon: 2010-11, 2011-12
- Semaine des As: 2

Cholet: 2008
Élan Chalon: 2012
- Match des Champions: 1

Nancy: 2008